# Humán szérumalbumin

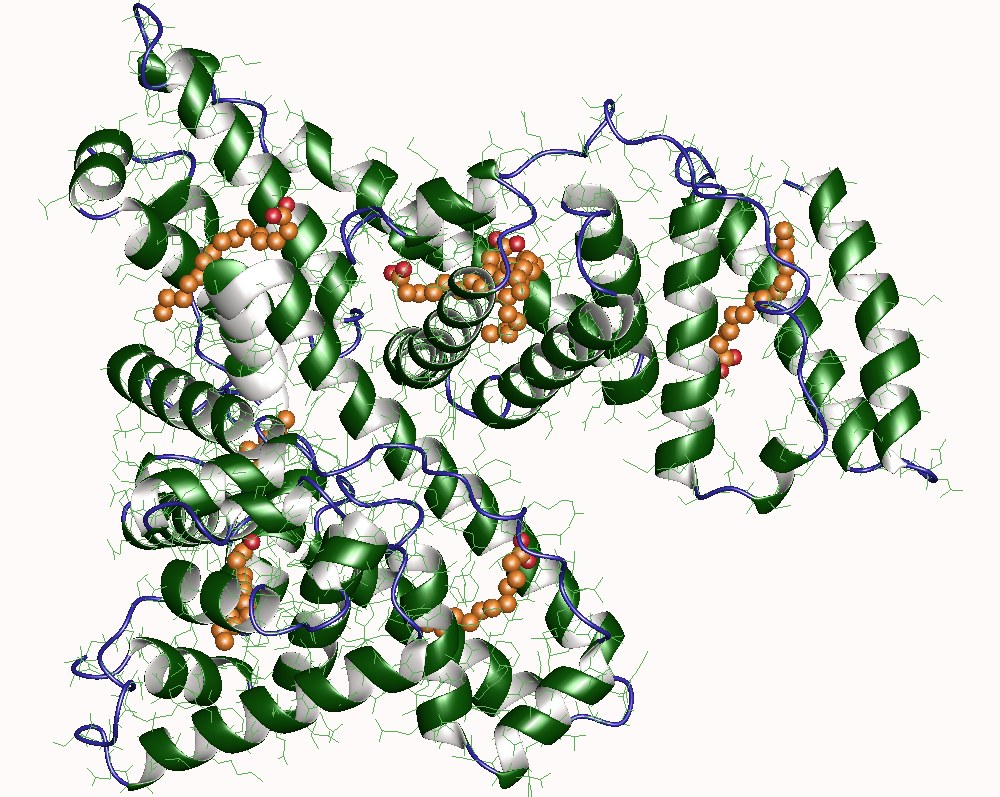
A humán szérumalbumin molekula palmitinsavakkal alkotott komplexének szalagmodellje

A humán szérumalbumin – melynek elsődleges, de nem kizárólagos előfordulási helye a vérszérum – az albuminok csoportjába tartozó, vízoldékony fehérje, amely tipikusan egyetlen gén által kódolt, homogén összetételű géntermék. Feladata a szervezet kolloidozmotikus nyomásának fenntartása, és a vérben szállított endogén és exogén anyagok megkötése.

## A szérumalbumin fiziológiás értékei

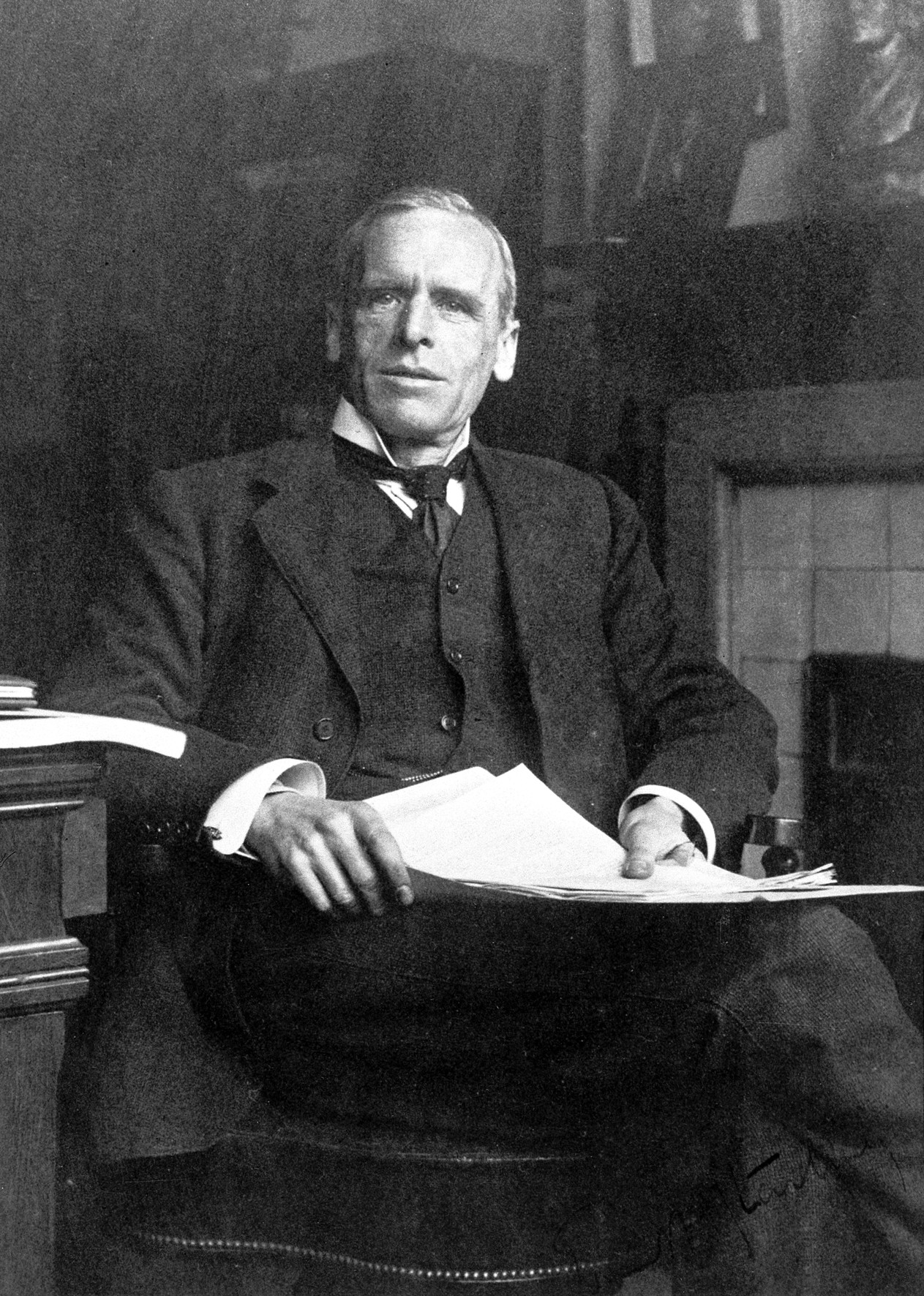
Ernest Henry Starling (1866–1926) brit fiziológus

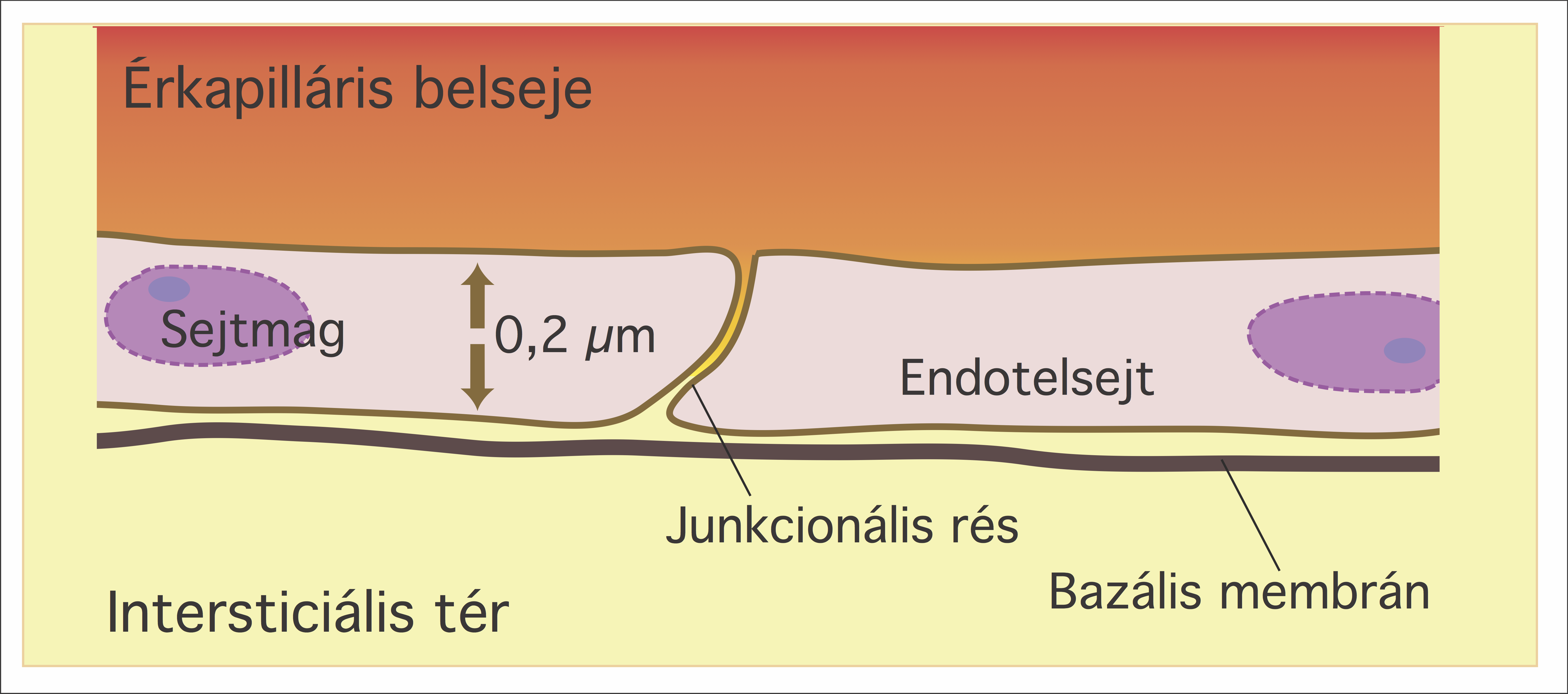
A szorosan zárt, endotélsejtekkel bélelt érkapilláris falának illusztrációja a junkcionális résekkel (Fonyó nyomán)

Az emberi vérplazma literenként 60–80 g fehérjét tartalmaz (ez 7% átlagos koncentráció), amely több, eltérő aminosav-összetételű fehérje keveréke.
A biokémiában használatos fehérjefrakcionálási eljárások segítségével a plazmafehérjéket három nagy csoportra: albuminra, globulinokra, valamint fibrinogénre lehet szétválasztani. A globulinok további fehérjefrakciókra bonthatók, de az albumin és a fibrinogén több elválasztási technikával vizsgálva is egyértelműen egységes (homogén) fehérjének mutatkozik.
A vérszérum teljes fehérjetartalmának több mint felét a szérumalbumin alkotja. A humán szérumalbumin molekula geometriai formáját tekintve nyújtott, gömb alakú fehérje, melynek molekulatömege 66 kDa, koncentrációja a plazmában 35–45 g/liter közötti érték. Figyelembe véve a felnőtt ember 3 liter körüli plazmatérfogatát, megállapítható, hogy a keringő szérumalbumin átlagos mennyisége ~120 g-ra tehető. A szérumalbumin képződésének kizárólagos helye a májban van. A folyamatos és gyors lebontása vagy kiürülése következtében a biológiai felezési ideje viszonylag rövid, mintegy 20 nap körüli érték. A napi veszteséget a szervezet azonnal pótolja, így a máj szérumalbumin-termelése folyamatos, a koncentrációja állandó.

## A szérumalbumin szerepe az onkotikus nyomás kialakításában
Az érkapillárisok belső oldalát egysoros rétegben endotélsejtek burkolják, melyek között fehérjemolekulák által létrehozott, úgynevezett junkcionális rések helyezkednek el. Az endotél sejtréteg külső (tehát nem az ér belseje felé néző) oldalát egy féligáteresztő bazális membrán fedi. A sejtmembrán csakúgy, mint a junkcionális rések, a fehérjék számára átjárhatatlan akadályt képez. Ugyanakkor a réseken és a membrán pórusain keresztül a kisméretű molekulák és elektrolitok szabadon átjuthatnak.
Mivel az oldott anyagokra jellemző, hogy molekulamérettől függetlenül ozmózisnyomást hoznak létre, ez a jelenség a vérplazma összetevőire is érvényes. A kisméretű molekulák és elektrolitok szabad áramlása az ereken kívül és belül azonos koncentrációt hoz létre, ami ellentétes irányú, de azonos ozmotikus nyomás kialakulásához vezet. A fehérjemolekulák egyoldalú – ereken belüli – elhelyezkedése miatt ozmotikus nyomáskülönbség alakul ki az érkapilláris két oldala között, melyet kolloidozmotikus nyomásnak, más néven onkotikus nyomásnak nevez az élettan szakirodalma. Tekintettel arra, hogy a plazmafehérjék nagyobbik hányada szérumalbumin, ezért annak koncentrációja a kolloidozmotikus nyomás kialakításában és szabályozásában is meghatározó jelentőségű. Az erekben uralkodó összesített onkotikus nyomásért (~ 25 Hgmm) tehát elsősorban a vérplazma szérumalbumin frakciója a felelős, és az egyéb plazmafehérjék alárendelt szerepet játszanak. Ennek jelentősége az érkapilláris külső és belső oldala közötti folyadékmegoszlásban, a hidrodinamikai folyadékcsere kialakításában van, melynek felfedezése Ernest Starling (1866–1926) brit fiziológus nevéhez köthető.

## A szérumalbumin szállító-funkciója
A vér az oxigén szállításán kívül számos más élettani funkcióval is rendelkezik. Ezek egyike, a bélből felszívódott tápanyagok, anyagcseretermékek, gyógyszerek szállítása, mely anyagok a vérben a plazmafehérjékhez kötődve keringenek. A zsírsavak, a bilirubin, az ionizált elektrolitok és molekulák (Ca-, Mg-ionok, gyógyszerek) hormonok és vitaminok egy része elsősorban az albuminhoz kötődve szállítódnak.
A szérumalbumin úgynevezett gyenge adszorpciós kötést létesít a vérben oldott anyagokkal, mely kötés reverzibilis. A szabad és a kötött forma egyensúlyban van, mely egyensúlyra a kémiában jól ismert dinamikus egyensúlyt leíró törvény érvényes.
Ennek nagy jelentősége van a gyógyszerek hatáserősségének kialakításában, amely az alkalmazni kívánt dózist nagy mértékben befolyásolja. Az albuminhoz kötött gyógyszer gyakorlatilag inaktív, tehát hatástalan, a terápia számára haszontalan. A dinamikus egyensúlyban csak a gyógyszer szabad mennyisége képes a hatás kifejtésére.